# Tales from the Darkside
För albumet med samma namn, se Tales From the Darkside (musikalbum)
Tales from the Darkside är en amerikansk TV-serie från 1980-talet som producerades av George A. Romero. I likhet med serier som Twilight Zone och The Outer Limits var varje avsnitt av Tales from the Darkside en egen historia. Temat var i allmänhet skräck, men det fanns även avsnitt som innehöll mer science fiction och fantasy, och även vissa mer komiska.
Idén till serien kom från Romeros film Creepshow. Vissa avsnitt skrevs av eller skrev utifrån kända verk från kända författare, bland dem Stephen King, Harlan Ellison och Clive Barker.
Serien följdes av filmen Tales from the Darkside: The Movie 1990.